# 1883 ve fotografii
Tento článek obsahuje významné fotografické události v roce 1883.

## Narození v roce 1883
- 3. března – František Drtikol, fotograf († 13. ledna 1961)
- 12. dubna – Imogen Cunninghamová, americká fotografka († 24. června 1976)
- 13. června – Antoni Wawrzyniak, polský kameraman, fotograf, voják a účastník Varšavského povstání († 6. září 1954)
- 20. června – Hermann Rützler, rakouský fotograf a závodní jezdec († 6. června 1960)
- 8. července – Herrman Sylwander, švédský dvorní fotograf († 5. prosince 1948)
- 16. července – Charles Sheeler, americký malíř a fotograf († 7. května 1965)
- 25. července – Šinzó Fukuhara, japonský fotograf († 4. listopadu 1948)
- 27. října – František Xaver Boštík, básník, spisovatel a fotograf († 12. února 1964)
- 24. listopadu – Vincenc Dlouhý, český fotograf a malíř († 9. května 1965)
- ? – Kristaq Sotiri, albánský fotograf († 1970)
- ? – Christo Dimkarov, bulharský fotograf, jeden z průkopníků fotografie v Makedonii († 10. června 1920)
- ? – Lora Webb Nicholsová (28. října 1883 – 31. srpna 1962), americká fotografka, fotografovala každodenní život ve Wyomingu

## Úmrtí v roce 1883
- 17. ledna – Jozef Božetech Klemens, malíř, sochař, fotograf a vynálezce (* 8. března 1817)
- 19. srpna – József Borsos, maďarský portrétista a fotograf (* (21. prosince 1821)
- ? – Jane Wigleyová, jedna z prvních britských komerčních fotografek, která provozovala studia v Newcastlu a Londýně (* 4. listopadu 1806)